# フォーゴ島

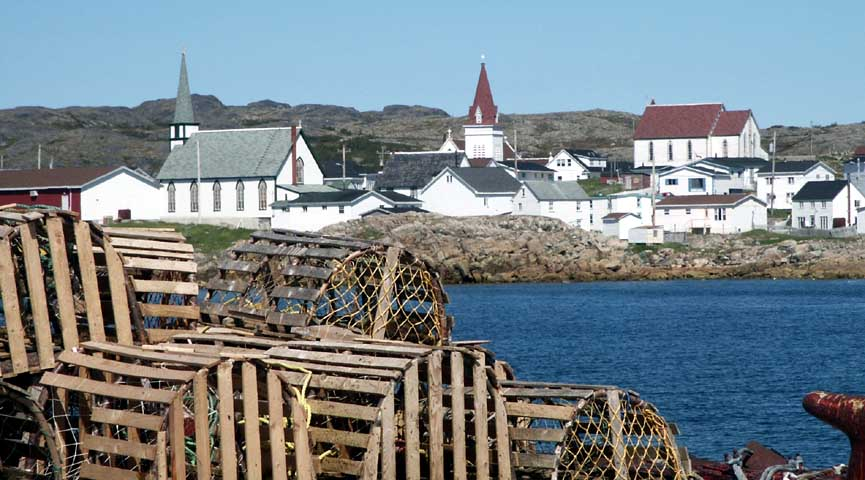
フォーゴ島の港町、フォーゴ村

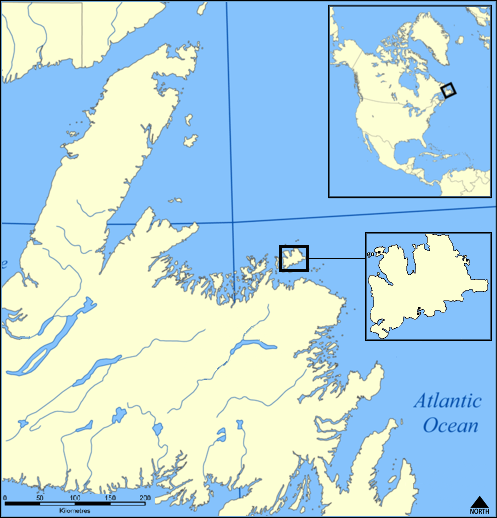
フォーゴ島

フォーゴ島（英: Fogo Island）はカナダ・ニューファンドランド・ラブラドール州のニューファンドランド島の周囲で一番大きな島。ニューファンドランド島の北東部、南西に向かって島の形が大きくくぼんでいるノートルダム湾の東端の入口にある。湾奥の町ルイスポート（Lewisporte）、および湾に突き出したトゥイリンゲート（Twillingate）の町から近い。中央に湾が大きく入り込んだ、蝶のような形の島で、島の長い部分は長さ25km、幅は14km。面積は237.71平方km。島には11の集落があり、2001年の調査では人口は3,018人。
18世紀にイングランド人による入植が行われたが、厳しい自然環境から20世紀まで孤立を保った。島の住民は最初の入植者にまで血筋をたどることが出来、方言には今も古い英語が残っている。またイギリスでは途絶えた風習が今も多く残っている。

## 歴史
島の名前は、この海域を探検したポルトガル人らがつけた「fuego」（火）に由来するとされるが、その理由として諸説がある。
- 自然発火または失火による山火事が島北部の森林地帯を焼き払ったことから
- ヨーロッパ人航海者が、先住民ベオスック族が焚く火を見たことから
- 入植者が農耕のために森林を焼き払ったものの、雪解け水で表土が流出して台無しになってしまったことから

フォーゴ島もニューファンドランドにある多くの孤立した漁村（アウトポート）同様、漁業に頼って生活してきた。「In God We Trust」（我ら神を信ず）をもじった「In Cod We Trust」（我らタラを信ず）という言葉に代表されるとおり、乱獲などが原因で1990年代に漁獲量の大幅な減少がはじまるまではタラが経済を支えていた。
フォーゴ島などニューファンドランド沿岸の小さなアウトポートの貧しい漁民は、最大都市セントジョンズの商人、とりわけウォーター街の富裕な商人に対し、村々への商品の輸入を独占してますます豊かになっていると反感を持っていた。
フォーゴ島では、セントジョンズの商人に対抗して F.U.（Fishermens' Union、漁民組合）ができ、やがてF.U. は協同組合形式の会社となった。F.U. は漁民が経営し、漁民を相手に商品を売った。こうした店はフォーゴ島のセルダム＝カム＝バイ（Seldom-Come-By）の村に残っており、生活博物館となってよろず屋の内装・港の設置物・漁具・タラの内臓から油を作る道具などが展示されている。
漁獲の減ったタラの代わりに、カニ漁やロブスター漁が島を支え、魚加工工場がフォーゴ村で稼動している。
グリエルモ・マルコーニが設立した無線通信会社マルコーニ社の通信施設がかつてフォーゴ村の郊外に建ち、火花ギャップ式送信機を使って船舶間通信を行っていたが、ラジオが家庭に普及するようになった時代に火花ギャップ式の起こす電波干渉が問題となって閉鎖を余儀なくされた。送信所跡は史跡として整備がすすめられている。

## 集落
11の集落は以下のとおり。
- Stag Harbour 223
- Little Seldom 477 (Seldom との合計人数)
- Seldom
- Island Harbour 185
- Deep Bay 141
- Fogo Island Central 15
- Fogo 803
- Shoal Bay 889 (Barr'd Islands 、Joe Batt's Arm との合計人数)
- Barr'd Islands
- Joe Batt's Arm
- Tilting 285